# Turn (Kunstflug)

Aresti-Symbol des Turn

Der Turn (franz. Renversement, auch in der Deutschschweiz so genannt; englisch stall turn, hammerhead turn oder auch (seltener) Fieseler Maneuvre) ist eine Kunstflugfigur aus dem Katalog von Aresti.
Das Flugzeug wird mit einer hohen Geschwindigkeit von der horizontalen in eine vertikale Fluglage nach oben gebracht. Durch die Schwerkraft verringert sich die Geschwindigkeit; bei einer vom Flugzeug abhängigen Geschwindigkeit wird mittels des Seitenruders eine Drehung um 180° um die Hochachse eingeleitet. Das Flugzeug dreht dabei fast im Stillstand um seine Hochachse (die sich in diesem Augenblick parallel zum Boden befindet). Nach der Drehung fliegt es senkrecht nach unten und holt wieder Geschwindigkeit auf.
Im Motorflug gehört der Turn zu den einfacher zu fliegenden Kunstflugfiguren. Im Segelflug hingegen ist der Turn eine schwierige Figur, da es keinen Propellerwind gibt und daher einerseits der Zeitpunkt für das Einleiten der Drehung sehr exakt getroffen werden muss, andererseits in der Phase der Fächerung (Drehung um die Hochachse) nur sehr beschränkt Korrekturmöglichkeiten bestehen. Mit Segelflugzeugen ist der Turn ohne „Vorspannen“ (bewusstes Schieben während der Aufwärtslinie) kaum sauber auszuführen.
Der Turn ist eine der Figuren, die an der Prüfung zur Kunstflugberechtigung verlangt werden.
Da während der vertikalen Phase des Manövers dem Auftrieb der Flügel kein Flugzeuggewicht entgegensteht, reißt auch bei abnehmender Geschwindigkeit zu keinem Zeitpunkt die Strömung ab: Bei Null g (g-Kraft) Auftrieb ist die Strömungsabrissgeschwindigkeit Null. Daher ist die im Englischen manchmal verwendete Bezeichnung Stall Turn falsch.